# 채널J
채널J는가(주) 대원방송운영하는 대한민국의 케이블TV 방송 채널 가운데 하나이다. 주로 일본에 관련된 프로그램을 방송한다. 슬로건은 "행복을 주는"이다.

### 로그 변천사
- 채널J 2006년 ~ 현재

## 채널 이력사
- 2000년 4월 1일 : (주)대우영상사업단에서 분리되어 (주)씨넥서스미디어로 설립
- 2002년 8월 1일 : 케이블 TV채널 씨넥서스 개국
- 2004년 2월 1일 : 채널이름을 씨넥서스에서 DCN(Dream Contents Network)으로 변경
- 2006년 4월 3일 : 채널이름을 DCN에서 채널J로 변경[1]
- 2008년 8월 1일 : (주)씨오브제이를 설립하여 (주)한국씨너서스멀티미디어 방송부문을 이관
- 2014년 9월 1일 : (주)대원방송이 (주)한국씨너서스멀티미디어를 인수하여 (주)대원엔터테인먼트로 법인명을 변경하여 대원방송의 계열이 됨

## 방송 프로그램

### 일본 드라마
- 란포 R
- 태양의 노래
- 지금 만나러 갑니다
- 세상의 중심에서 사랑을 외치다
- 1리터의 눈물
- 에코에코 아자락
- 웃는 얼굴의 법칙
- 에이스를 노려라!
  - 에이스를 노려라! 기적의 도전
- 자토이치시리즈 (1~4)
- 희망없는 자
- 체포하겠어!
- 마이 리틀 쉐프
- 밤의 여왕
- 조시데카: 여자형사
- 도쿄 프렌즈
- 아내는 요술쟁이
- 순정
- 부부도
- 러브 셔플
- W의 비극
- ANSWER
- 한번 더 너에게, 프로포즈
- 앨리스의 가시
- 수술의 신 닥터X 시즌2
- 루즈벨트 게임
- 긴급취조실
- WOMAN
- 노부나가 콘체르토
- 문제 있는 레스토랑
- 와카코와 술
- 괴기 연애 작전
- 위자료 변호사
- 형사 110킬로 시즌1
- 형사 110킬로 시즌2
- 유성 왜건
- 더블즈
- 후쿠오카 연애백서
- 우로보로스
- 여성 룰
- 시그널 장기 미제 사건 수사반

### 대하드라마
- 오오쿠시리즈
- 별에서 온 그대
- 도시이에와 마쓰
- 바람의 검 신선조!
- 주군의 태양
- 요시츠네
- 너의 목소리가 들려
- 공명의 갈림길
- 풍림화산
- 아츠히메
- 천지인
- 상속자들
- 료마전
- 고우~공주들의 전국~
- 타이라노 키요모리
- 야에의 벚꽃
- 한 번 다녀왔습니다.
- 풍문으로 들었소

### 현 애니메이션
- 아메쿠 타카오의 추리 카르테

### 전 애니메이션
- 마호로매틱

### 교양
- 놀라운 여행 Lets go!!
- 원더풀 일본여행
- 동상이몽 2 너는 운영

### 다큐멘터리
- 역사다큐 신선조
- 바다와 싸우는 남자들
- 욘사마 코드
- 니시무라 쿄타로의 철도 미스터리
- 일본기차여행
- 도쿄 디즈니랜드
- The 세계유산

### 기타
- THE 라멘
- 아이돌 그라비아
- 천재! 시무라 동물원
- 나만 믿고 따라와, 도시어부

## 같이 보기
- 채널W